# Piazza Prešeren
Piazza Prešeren (in sloveno Prešernov trg) è una piazza della città di Lubiana, situata vicino al Triplo ponte e alla 
La piazza è dedicata a France Prešeren uno dei maggiori poeti romantici, figura centrale della storia della cultura in Slovenia.

## Storia
L'aspetto odierno della piazza risale al XVII secolo, quando fu costruita la chiesa francescana dell'Annunciazione. In seguito al terremoto di Lubiana del 1895, l'architetto Max Fabiani riprogettò la piazza rendendola il punto d'incontro di quattro strade, costruendo nuovi palazzi in seguito alla distruzione di antiche case medievali.
Nel 2007 è stata completamente rinnovata.

## Descrizione
Situata all'interno della zona pedonale del centro storico della città è un importante punto d'incontro di festival, carnevale, concerti, sport, politica e manifestazioni. Situata di fronte all'ingresso della città medievale, la piazza è a forma di imbuto dove si incontrano varie strade.
A sud attraversando il Triplo ponte è collegata a via Stritar (Stritarjeva ulica) porta simbolica della città vecchia formata dal palazzo Kresija e dal palazzo di Filippo dai quali si arriva al municipio della città. A nord-ovest è collegata a via Čop (Čopova ulica) una delle più famose strade della città, ricca di negozi. A nord troviamo strada Miklošič (Miklošičeva cesta) dove sorgono degli edifici secessionisti come per esempio l'Urban Hotel e successivamente la stazione ferroviaria di Lubiana. Tra via Čop e strada Miklošič si trova la chiesa francescana dell'Annunciazione, la cui facciata domina la piazza stessa.
A ovest procedendo per via Wolf (Wolfova ulica) si arriva verso piazza del Congresso. A sud-ovest il Hribar Embankment conduce a monte del fiume Ljubljanica passando per piazza Palazzo (Dvorni trg) verso il ponte di San Giacomo. A est infine oltre l'edificio della farmacia Centrale troviamo la pittoresca strada Trubar (Trubarjeva cesta) che conduce verso il ponte dei Draghi.

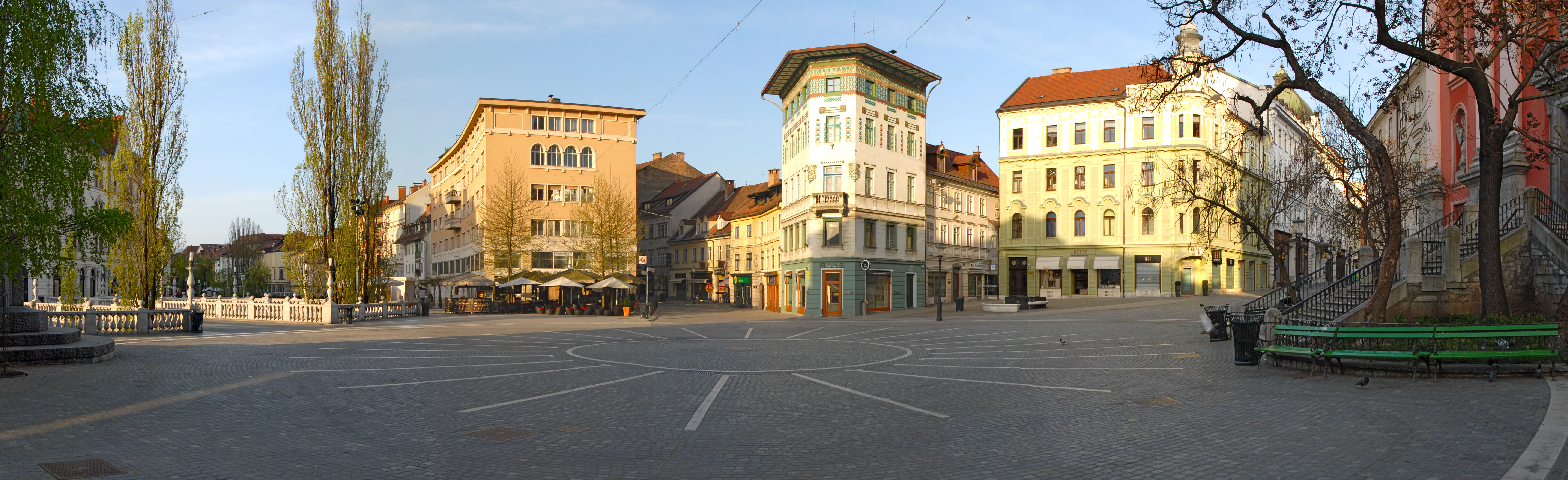
Panorama della piazza